# Candy Clark
Candace June Clark, més coneguda com a Candy Clark, (Norman, Oklahoma, 20 de juny de 1947) és una actriu estatunidenca.

## Biografia
Candy Clark és coneguda pel seu paper de Debbie Dunham en la reeixida pel·lícula de 1973 American Grafiti; la seva actuació li va valer una nominació a un premi de l'Acadèmia com a millor actriu secundària. Va tornar a repetir el seu personatge el 1979 en la seqüela More American Grafiti. També és coneguda per altres pel·lícules com L'home que va venir dels estels (1976), La gran dormida (1978), Blue Thunder (1983), Amityville 3-D (1983), Cat's Eye (1985), At Close Range (1986), The Blob (1988), Buffy the Vampire Slayer (1992), entre d'altres.
Clark ha actuat en diverses sèries de televisió, com Magnum, P.I., Banacek, Simon & Simon, Matlock i Baywatch Nights.

## Vida personal
- El 1978 es va casar amb l'actor Marjoe Gortner, de qui es va divorciar el 1979.
- El 1987 es va casar amb el productor Jeff Wald, de qui es va divorciar el 1988.

## Filmografia
Filmografia:

### Cinema
- Ciutat daurada (Fat City) (1972): Faye
- American Graffiti (1973): Debbie Dunham
- L'home que va venir dels estels (1976): Mary-Lou
- James Dean (1976): Chris White
- I Will, I Will... for Now (1976): Sally Bingham
- Handle with Care (1977): Electra
- La gran dormida (The Big Sleep) (1978): Llitera Sternwood
- Amateur Night at the Dixie Bar and Grill (1979): Sharee
- More American #Grafiti (1979): Debbie Dunham
- vWhere the Ladies Go (1980): Charlene
- Nobody's Perfekt (1981)
- Johnny Belinda (1982): Julie Sayles
- Q  (1982): Joan
- National Lampoon's Movie Madness (1982): Susan Cooper ("Growing Yourself")
- Amityville 3-D (1983): Melanie
- Hambone and Hillie (1983): Nancy Rollins
- El tro blau (Blue Thunder) (1983): Kate
- Cocaine and Blue Eyes (1983): Ruthann Gideon
- Cat's Eye (1985): Sally Ann
- Popeye Doyle (1986): Corinne Evans
- At Close Range (1986): Mary Sue
- L'home que va caure a la Terra (1987)
- Blob (1988): Fran Hewitt
- Blind Corbi (1988): Mimi
- Cool as Ice(1991): Grace
- Buffy the Vampire Slayer (1992): Mare de Buffy
- Original Intent (1992): Jessica Cameron
- Deuce Coupe (1992): Jean Fitzpatrick
- The Price She Paid (1992): Marlene
- Radioland Murders (1994): Mare de Billy
- Niagara, Niagara (1997): Sally
- This Is How the World Ends (2000): Conductora de l'autobús
- Cherry Falls (2000): Marge Marken
- The Month of August (2002): Tina
- The Big Empty (2005): Mare
- Mystery Woman: Redemption (2006): Kathy Starkwell
- Zodiac (2007): Carol Fisher
- Dog Tags (2008): Deb Merritt
- Bob's New Suit (2009): Tia Tootie
- El confident (The Informant) (2009): Mare de Mark Whitacre
- Cry of the Mummy (2009): Jane Torquemada